# David Mamet
David Alan Mamet (IPA: ˈmæmᵻt;) (Chicago, 1947. november 30.) amerikai szerző, filmrendező, író. A Glengarry Glen Ross és Speed-the-Plow című darabjai révén Pulitzer-díjat nyert, illetve Tony-díjra is jelölték. A hetvenes évekbeli The Duck Variations, Sexual Perversity in Chicago és American Buffalo című darabjaival ért el népszerűséget. Race és The Penitent című darabjait 2009-ben mutatták be a Broadwayen.
Filmrendezései közé tartozik a Játékos végzet (1987), A gyilkossági csoport (1991), A képlet csapdája (1997) és Az arany markában (2001). Ezek a filmek írójaként is szolgált. Az egység (2006-2009) című televíziós sorozat írója és vezető producere is volt.
Könyvei közé tartozik az On Directing Film (1991), a The Old Religion (1997), a Five Cities of Refuge: Weekly Reflections on Genesis, Exodus, Leviticus, Numbers and Deuteronomy (2004), a The Wicked Son (2006), a Bambi vs. Godzilla,  a The Secret Knowledge: On the Dismantling of American Culture (2011) és a Three War Stories (2013).

## Élete
1947-ben született Chicagóban, Lenore June (születési nevén Silver) és Bernard Morris Mamet gyermekeként. Anyja tanár volt, apja ügyvéd. Zsidó származású családba született. Apai nagyszülei lengyel származású zsidók voltak. Elmondása szerint szülei kommunisták voltak, önmagára pedig "vörös pelenkás csecsemőként" utalt. Pincérsegéd volt a chicagói London House-ban és a The Second City-ben is. Korábban színész, taxisofőr és az Oui magazin szerkesztője is volt. A Francis W. Parker Schoolban tanult, majd a Goddard College-en folytatta tanulmányait.
Chicago északi részén ismerkedrtt meg Robert Sickinger rendezővel. Elkezdett dolgozni a Hull House színházban, így kezdődött színházi karrierje.

## Magánélete
1977-ben vette feleségül Lindsay Crouse színésznőt; házasságuk 1990-ben ért véget. Két gyermekük született: Willa és Zosia. Willa korábban fényképész volt, jelenleg énekes-dalszerzőként tevékenykedik, Zosia pedig színésznő. Mamet 1991-ben kötött házasságot Rebecca Pidgeon énekes/színésznővel. Két gyermekük született, Clara és Noah. Santa Monicában élnek.